# L7a9d
L7un9d o El Haqed (en árabe: الحاقد‎; nombre real Mouad Belaghouat – Casablanca, 1988) es un rapero marroquí y activista de derechos humanos que saltó a la fama cuando fue encarcelado por criticar a Mohammed VI, el rey de Marruecos.
Después de dos años en prisión fue liberado en 2013. En febrero de 2014 lanzó un nuevo álbum llamado Waloo.
El 13 de febrero de 2014, la policía allanó una biblioteca donde estaba celebrando una conferencia de prensa en la que tenía la intención de presentar su nuevo álbum.

## Tercer encarcelamiento
El 18 de mayo de 2014, L7a9d fue arrestado nuevamente en la entrada del estadio Mohamed V en Casablanca. Estaba tratando de asistir a un juego entre Raja Casablanca y Moghreb Tetuán, y los policías lo arrestaron alegando que estaba vendiendo boletos en el mercado negro, una acusación que negó. Además, la policía presentó cargos en su contra por presuntamente golpear a cuatro policías durante el evento.
En septiembre de 2014 fue nominado por el Grupo Confederal de la Izquierda Unitaria Europea/Izquierda Verde Nórdica para el Premio Sájarov, junto con el rapero tunecino Weld El 15 y el bloggero egipcio Alaa Abdel Fattah. Al mes siguiente, la nominación fue retirada después de la controversia sobre algunos tuits de 2012 por Abd El-Fattah en el momento del bombardeo israelí de Gaza.